# Reakcje pikojądrowe
Reakcje pikojądrowe – reakcje jądrowe zachodzące przy ekstremalnie wysokich ciśnieniach. Przy takich ciśnieniach odległości pomiędzy jądrami są rzędu pikometrów. Przy takich dystansach siła przyciągania jądrowego staje się porównywalna z siłą odpychania elektrostatycznego jąder. Dzięki temu reakcje pikojądrowe nie wymagają wysokich temperatur, bowiem jądra nie muszą mieć dużych energii kinetycznych, aby mogły pokonać barierę odpychania kulombowskiego. 
Reakcje pikojądrowe mogą zachodzić w strefie powierzchniowej białych karłów i gwiazd neutronowych. Mogą być również odpowiedzialne za nukleosyntezę w pewnej fazie wybuchu nowych i supernowych.